# Sixpence None the Richer
Sixpence None the Richer (с англ. — «Не богаче ни на грош») — американская поп-рок-группа, начинавшая с христианского рока. Группа известна многочисленными перепевками мировых хитов. Название группы позаимствовано из книги ирландского писателя Клайва Льюиса «Просто христианство».

## История группы
История группы началась в 1991 году со знакомства девятнадцатилетнего Мэтта Слокума с пятнадцатилетней Ли Бингам (впоследствии, выйдя замуж, сменила фамилию на Нэш), которую тот услышал в церковном хоре. Знакомство переросло в творческий союз, где Слокум являлся автором музыки и текстов, а Ли исполняла песни. Их второй альбом, изданный тиражом всего 60 000 копий, удостоился премии, вручаемой исполнителям христианского рока и госпела, за лучший альбом. Накануне выпуска третьей пластинки разорилась студия звукозаписи, но это только пошло группе во благо. Выпущенный в 1997 году одноимённый альбом Sixpence None the Richer стал самой успешной записью коллектива. Песня Kiss Me (с англ. — «Поцелуй меня»), вышедшая в 1998 году, прозвучала в фильме «Это всё она» и молодёжном сериале «Бухта Доусона» и стала их главным и единственным хитом (платиновые сертификаты в США и Великобритании, № 2 в Billboard Hot 100 и № 4 в UK Singles Chart). В результате некоторых проблем со звукозаписывающей студией успех не развился, а следующий альбом вышел только в 2002 году. Он стал последним студийным альбомом в дискографии группы, поскольку в феврале 2004 года было обнародовано заявление о прекращении существования коллектива.
В 2007 году группа воссоединилась и записала альбом The Dawn of Grace, который увидел свет 14 октября 2008 года. 7 августа 2012 года вышел альбом Lost in Transition.

## Дискография

### Студийные альбомы
- The Fatherless & the Widow (с англ. — «Сирота и вдова») — 1994
- This Beautiful Mess (с англ. — «Эта прелестная неразбериха») — 1995
- Sixpence None the Richer (с англ. — «Ни на грош богаче») — 1997
- Divine Discontent (с англ. — «Гнев Божий») — октябрь 2002
- The Dawn of Grace (с англ. — «Исток благодати») — октябрь 2008
- Lost In Transition (с англ. — «Потерян на переходе») — 2012

### Мини-альбомы, синглы
- «Tickets For A Prayer Wheel» (с англ. — «Билеты на колесо молитвы») — 1996